# Coronella (przystanek kolejowy)
Coronella (wł. Stazione di Coronella) – przystanek kolejowy w Coronella (część gminy Poggio Renatico), w prowincji Ferrara, w regionie Emilia-Romania, we Włoszech. Znajduje się na linii Bolonia – Ankona. 
Według klasyfikacji Rete Ferroviaria Italiana ma kategorią brązową.

## Linie kolejowe
- Linia Bolonia – Ankona

## Ruch kolejowy
Przystanek jest obsługiwany przez regionalne pociągi obsługiwane przez Trenitalia w ramach umowy o świadczenie usług podpisanej z regionem Emilia-Romania.